# Alawn
Alawn est un prénom masculin d’origine galloise.

## Étymologie
Alawn signifie harmonie.

## Personnalité portant ce prénom
- Pour l'ensemble des articles sur les personnes portant ce prénom, consulter :
  - la liste des articles dont le titre commence par ce prénom
  - les listes produites par Wikidata : Liste des personnes de prénom « Alawn » — même liste en incluant les éventuels prénoms composés qui contiennent « Alawn ».